# Härkisaari (ö i Birkaland, Tammerfors, lat 61,42, long 24,82)
Härkisaari är en ö i Finland. Den ligger i sjön Ämmätsänjärvi och i kommunen Pälkäne i den ekonomiska regionen Tammerfors och landskapet Birkaland, i den södra delen av landet, 140 km norr om huvudstaden Helsingfors. Öns area är 0,9 hektar och dess största längd är 180 meter i sydöst-nordvästlig riktning.